# Ballspielverein Borussia 09 Dortmund 2003-2004
Questa voce raccoglie le informazioni riguardanti il Ballspielverein Borussia 09 Dortmund nelle competizioni ufficiali della stagione 2003-2004.

## Stagione
Nella stagione 2003-2004 il Borussia Dortmund, allenato da Matthias Sammer, concluse il campionato di Bundesliga al 6º posto. In Coppa di Germania il Borussia Dortmund fu eliminato al secondo turno dal Borussia M'gladbach. In Coppa di Lega il Borussia Dortmund perse la finale con l'Amburgo. In Champions League il Borussia Dortmund fu eliminato al terzo turno di qualificazione dal Club Bruges. In Coppa UEFA il Borussia Dortmund fu eliminato al secondo turno dal Sochaux.

## Rosa
| N. |                           | Ruolo | Calciatore         |
| -- | ------------------------- | ----- | ------------------ |
| 1  | Germania (bandiera)       | P     | Roman Weidenfeller |
| 2  | Brasile (bandiera)        | D     | Evanílson          |
| 4  | Germania (bandiera)       | D     | Christian Wörns    |
| 5  | Germania (bandiera)       | C     | Sebastian Kehl     |
| 6  | Brasile (bandiera)        | C     | Flávio Conceição   |
| 7  | Germania (bandiera)       | D     | Stefan Reuter      |
| 8  | Germania (bandiera)       | C     | Torsten Frings     |
| 9  | Rep. Ceca (bandiera)      | A     | Jan Koller         |
| 10 | Rep. Ceca (bandiera)      | C     | Tomáš Rosický      |
| 11 | Germania (bandiera)       | A     | Heiko Herrlich     |
| 12 | Brasile (bandiera)        | A     | Ewerthon           |
| 14 | Costa d'Avorio (bandiera) | C     | Guy Demel          |
| 15 | Danimarca (bandiera)      | C     | Niclas Jensen      |
| 16 | Brasile (bandiera)        | C     | Leandro            |
| 17 | Brasile (bandiera)        | D     | Dedê               |
| 18 | Germania (bandiera)       | C     | Lars Ricken        |

| N. |                         | Ruolo | Calciatore          |
| -- | ----------------------- | ----- | ------------------- |
| 19 | Ghana (bandiera)        | C     | Otto Addo           |
| 20 | Germania (bandiera)     | D     | Malte Metzelder     |
| 21 | Germania (bandiera)     | D     | Christoph Metzelder |
| 23 | Algeria (bandiera)      | D     | Ahmed Madouni       |
| 24 | Germania (bandiera)     | C     | David Odonkor       |
| 25 | Sierra Leone (bandiera) | A     | Sahr Senesie        |
| 26 | Francia (bandiera)      | P     | Guillaume Warmuz    |
| 27 | Turchia (bandiera)      | D     | Deniz Sahin         |
| 28 | Norvegia (bandiera)     | D     | André Bergdølmo     |
| 30 | Brasile (bandiera)      | A     | Thiago              |
| 31 | Germania (bandiera)     | C     | Stefan Hoffmann     |
| 33 | Italia (bandiera)       | A     | Salvatore Gambino   |
| 34 | Israele (bandiera)      | D     | Amos Sasy           |
| 35 | Germania (bandiera)     | D     | Markus Brzenska     |
| 39 | Germania (bandiera)     | D     | Benjamin Knoche     |

## Organigramma societario
Area tecnica
- Allenatore: Matthias Sammer
- Allenatore in seconda: Uwe Neuhaus
- Preparatore dei portieri: Wolfgang de Beer
- Preparatori atletici: Christian Kolodziej, Markus Zetlmeisl, Peter Kuhnt, Frank Zöllner

## Calciomercato

### Sessione estiva
| Acquisti | Acquisti         | Acquisti        | Acquisti |
| R.       | Nome             | da              | Modalità |
| -------- | ---------------- | --------------- | -------- |
| D        | André Bergdølmo  | Ajax            |          |
| C        | Flávio Conceição | Real Madrid     |          |
| C        | Niclas Jensen    | Manchester City |          |
| D        | Malte Metzelder  | Preußen Münster |          |
| P        | Guillaume Warmuz | Arsenal         |          |

| Cessioni | Cessioni           | Cessioni             | Cessioni |
| R.       | Nome               | da                   | Modalità |
| -------- | ------------------ | -------------------- | -------- |
| P        | Jens Lehmann       | Arsenal              |          |
| D        | Timo Achenbach     | Lubecca              |          |
| D        | Jörg Heinrich      | Colonia              |          |
| D        | Bastian Pinske     | Wattenscheid 09      |          |
| P        | Michael Ratajczak  | LR Ahlen             |          |
| D        | Florian Thorwart   | Lubecca              |          |
| P        | Roman Weidenfeller | Borussia Dortmund II |          |

### Sessione invernale
| Acquisti | Acquisti | Acquisti       | Acquisti |
| R.       | Nome     | da             | Modalità |
| -------- | -------- | -------------- | -------- |
| A        | Thiago   | União São João |          |

| Cessioni | Cessioni             | Cessioni       | Cessioni |
| R.       | Nome                 | da             | Modalità |
| -------- | -------------------- | -------------- | -------- |
| A        | Giuseppe Reina       | Hertha Berlino |          |
| D        | Juan Ramón Fernández | River Plate    |          |

## Risultati

### Bundesliga

#### Girone di andata
| Arbitro: | Fröhlich |

|                   |           |                           |
| Altıntop 39’, 60’ | Marcatori | 64’ Conceição 89’ Amoroso |

| Arbitro: | Steinborn |

|                                         |           |  |
| Rosický 25’, 51’ Amoroso 74’ Koller 84’ | Marcatori |  |

| Arbitro: | Merk |

|                                    |           |           |
| Amoroso 46’, 56’ (rig.) Koller 61’ | Marcatori | 86’ Kioyo |

| Arbitro: | Kircher |

|             |           |  |
| Lottner 57’ | Marcatori |  |

| Arbitro: | Wagner |

|                                |           |             |
| Ewerthon 17’ Ismaël 69’ (aut.) | Marcatori | 41’ Lisztes |

| Arbitro: | Merk |

|             |           |  |
| Kurányi 64’ | Marcatori |  |

| Arbitro: | Stark |

|              |           |  |
| Ewerthon 68’ | Marcatori |  |

| Arbitro: | Steinborn |

|  |           |           |
|  | Marcatori | 10’ Reina |

| Arbitro: | Fandel |

|                                                       |           |                       |
| Ewerthon 35’, 76’ Ricken 42’ Kehl 57’ Koller 65’, 77’ | Marcatori | 58’ Vinícius 86’ Wolf |

| Arbitro: | Fröhlich |

|                              |           |  |
| Hashemian 7’, 57’ Oliseh 79’ | Marcatori |  |

| Arbitro: | Kemmling |

|                                     |           |                         |
| Koller 64’, 66’ (rig.) Ewerthon 68’ | Marcatori | 14’ Reinhardt 59’ Romeo |

| Arbitro: | Merk |

|                                                     |           |            |
| Ballack 27’ Sagnol 50’ Salihamidžić 72’ Pizarro 90’ | Marcatori | 49’ Koller |

| Arbitro: | Wack |

|                  |           |                        |
| Gambino 29’, 32’ | Marcatori | 35’ Neuville 77’ Babić |

| Arbitro: | Sippel |

|              |           |              |
| Max 54’, 87’ | Marcatori | 66’ Ewerthon |

| Arbitro: | Meyer |

|             |           |             |
| Leandro 69’ | Marcatori | 79’ Madlung |

| Arbitro: | Steinborn |

|                     |           |            |
| Demo 11’ Ašanin 83’ | Marcatori | 12’ Koller |

| Arbitro: | Stark |

|            |           |             |
| Koller 45’ | Marcatori | 76’ Lincoln |

#### Girone di ritorno
| Arbitro: | Fandel |

|  |           |          |
|  | Marcatori | 89’ Sand |

| Arbitro: | Wack |

|                              |           |                                             |
| Petrov 36’ (rig.) Baiano 88’ | Marcatori | 42’ Jensen 45’ Koller 53’ Frings 78’ Ricken |

| Arbitro: | Meyer |

|  |           |                          |
|  | Marcatori | 40’ (rig.), 59’ Ewerthon |

| Arbitro: | Koop |

|              |           |  |
| Ewerthon 26’ | Marcatori |  |

| Arbitro: | Wagner |

|                       |           |  |
| Ismaël 57’ Ailton 86’ | Marcatori |  |

| Arbitro: | Merk |

|  |           |                          |
|  | Marcatori | 6’ Hleb 82’ (rig.) Heldt |

| Arbitro: | Wack |

|                                   |           |                            |
| Antar 16’ Tskitishvili 67’ (rig.) | Marcatori | 45’ Dedê 59’ (aut.) Hermel |

| Arbitro: | Albrecht |

|                         |           |  |
| Ewerthon 23’ Koller 80’ | Marcatori |  |

| Arbitro: | Stark |

|                         |           |            |
| Christiansen 83’ (rig.) | Marcatori | 13’ Frings |

| Arbitro: | Fandel |

|                                                      |           |            |
| Koller 9’ Gambino 30’ Frings 45’ Ewerthon 53’ (rig.) | Marcatori | 14’ Madsen |

| Arbitro: | Kircher |

|  |           |                      |
|  | Marcatori | 8’ Frings 28’ Koller |

| Arbitro: | Merk |

|                               |           |  |
| Ewerthon 55’ (rig.) Wörns 61’ | Marcatori |  |

| Arbitro: | Meyer |

|                                         |           |  |
| Babić 6’ França 22’ Berbatov 54’ (rig.) | Marcatori |  |

| Arbitro: | Keßler |

|                                                 |           |         |
| Madouni 11’ Ewerthon 35’ Koller 38’ Odonkor 75’ | Marcatori | 66’ Max |

| Arbitro: | Fandel |

|                                                                              |           |                   |
| Kehl 7’ (aut.) Paraíba 19’ Bobic 37’ Wichniarek 58’ Neuendorf 86’ Rafael 90’ | Marcatori | 52’, 80’ Ewerthon |

| Arbitro: | Albrecht |

|                                  |           |           |
| Ewerthon 15’ Dedê 45’ Koller 83’ | Marcatori | 11’ Ulich |

| Arbitro: | Fröhlich |

|            |           |            |
| Lokvenc 7’ | Marcatori | 71’ Koller |

### Coppa di Germania
| Arbitro: | Jansen |

|  |           |                            |
|  | Marcatori | 13’, 53’ Addo 24’ Ewerthon |

| Arbitro: | Wack |

|                     |           |                   |
| Demo 11’ Kolkka 24’ | Marcatori | 88’ (rig.) Koller |

### Coppa di Lega
| Arbitro: | Sippel |

|                         |           |               |
| Rosický 30’ Amoroso 33’ | Marcatori | 38’ Hashemian |

| Arbitro: | Keßler |

|  |           |            |
|  | Marcatori | 43’ Koller |

| Arbitro: | Aust |

|                               |           |                                                 |
| Amoroso 24’ (rig.) Koller 61’ | Marcatori | 3’ Hoogma 12’ Cardoso 18’ Takahara 68’ Beinlich |

### Champions League

#### Fase di qualificazione
| Arbitro: | Collina |

|                      |           |             |
| Čeh 33’ Verheyen 45’ | Marcatori | 52’ Amoroso |

| Arbitro: | Riley |

|                                    |                      |                            |
| Amoroso 3’ Ewerthon 86’            | Marcatori            | 27’ Mendoza                |
| Amoroso Bergdølmo Koller Fernández | Tiri di rigore 2 – 4 | Simons Čeh De Cock Mendoza |

### Coppa UEFA
| Arbitro: | Dougal |

|             |           |                     |
| Janočko 39’ | Marcatori | 37’ Addo 66’ Ricken |

| Arbitro: | Costa |

|            |           |  |
| Ricken 17’ | Marcatori |  |

| Arbitro: | Hriňák |

|                          |           |                     |
| Senesie 68’ Ewerthon 77’ | Marcatori | 12’ Santos 27’ Frau |

| Arbitro: | Baskakov |

|                                                 |           |  |
| Frau 6’ (rig.) Santos 67’ Oruma 76’ Mathieu 89’ | Marcatori |  |

## Statistiche

### Statistiche di squadra
| Competizione      | Punti | In casa | In casa | In casa | In casa | In casa | In casa | In trasferta | In trasferta | In trasferta | In trasferta | In trasferta | In trasferta | Totale | Totale | Totale | Totale | Totale | Totale | DR  |
| Competizione      | Punti | G       | V       | N       | P       | Gf      | Gs      | G            | V            | N            | P            | Gf           | Gs           | G      | V      | N      | P      | Gf     | Gs     | DR  |
| ----------------- | ----- | ------- | ------- | ------- | ------- | ------- | ------- | ------------ | ------------ | ------------ | ------------ | ------------ | ------------ | ------ | ------ | ------ | ------ | ------ | ------ | --- |
| Bundesliga        | 55    | 17      | 12      | 3       | 2       | 39      | 16      | 17           | 4            | 4            | 9            | 20           | 32           | 34     | 16     | 7      | 11     | 59     | 48     | +11 |
| Coppa di Germania | -     | 0       | 0       | 0       | 0       | 0       | 0       | 2            | 1            | 0            | 1            | 4            | 2            | 2      | 1      | 0      | 1      | 4      | 2      | +2  |
| Coppa di Lega     | -     | 2       | 1       | 0       | 1       | 4       | 5       | 1            | 1            | 0            | 0            | 1            | 0            | 3      | 2      | 0      | 1      | 5      | 5      | 0   |
| Champions League  | -     | 1       | 1       | 0       | 0       | 2       | 1       | 1            | 0            | 0            | 1            | 1            | 2            | 2      | 1      | 0      | 1      | 3      | 3      | 0   |
| Coppa UEFA        | -     | 2       | 1       | 1       | 0       | 3       | 2       | 2            | 1            | 0            | 1            | 2            | 5            | 4      | 2      | 1      | 1      | 5      | 7      | -2  |
| Totale            | 55    | 22      | 15      | 4       | 3       | 48      | 24      | 23           | 7            | 4            | 12           | 28           | 41           | 45     | 22     | 8      | 15     | 76     | 65     | +11 |

### Andamento in campionato
| Giornata  | 1 | 2 | 3 | 4 | 5 | 6 | 7 | 8 | 9 | 10 | 11 | 12 | 13 | 14 | 15 | 16 | 17 | 18 | 19 | 20 | 21 | 22 | 23 | 24 | 25 | 26 | 27 | 28 | 29 | 30 | 31 | 32 | 33 | 34 |
| --------- | - | - | - | - | - | - | - | - | - | -- | -- | -- | -- | -- | -- | -- | -- | -- | -- | -- | -- | -- | -- | -- | -- | -- | -- | -- | -- | -- | -- | -- | -- | -- |
| Luogo     | T | C | C | T | C | T | C | T | C | T  | C  | T  | C  | T  | C  | T  | C  | C  | T  | T  | C  | T  | C  | T  | C  | T  | C  | T  | C  | T  | C  | T  | C  | T  |
| Risultato | N | V | V | P | V | P | V | V | V | P  | V  | P  | N  | P  | N  | P  | N  | P  | V  | V  | V  | P  | P  | N  | V  | N  | V  | V  | V  | P  | V  | P  | V  | N  |
| Posizione | 9 | 2 | 2 | 5 | 3 | 7 | 5 | 5 | 3 | 5  | 4  | 5  | 5  | 5  | 5  | 6  | 6  | 7  | 6  | 6  | 6  | 6  | 7  | 7  | 6  | 7  | 6  | 6  | 6  | 6  | 5  | 6  | 5  | 6  |

Legenda:

Luogo: C = Casa; T = Trasferta. Risultato: V = Vittoria; N = Pareggio; P = Sconfitta.

### Statistiche dei giocatori
| Giocatore       | Bundesliga | Bundesliga | Bundesliga  | Bundesliga | Coppa di Germania | Coppa di Germania | Coppa di Germania | Coppa di Germania | Coppa di Lega | Coppa di Lega | Coppa di Lega | Coppa di Lega | Champions League Qual.+ Coppa UEFA | Champions League Qual.+ Coppa UEFA | Champions League Qual.+ Coppa UEFA | Champions League Qual.+ Coppa UEFA | Totale   | Totale | Totale      | Totale     |
| Giocatore       | Presenze   | Reti       | Ammonizioni | Espulsioni | Presenze          | Reti              | Ammonizioni       | Espulsioni        | Presenze      | Reti          | Ammonizioni   | Espulsioni    | Presenze                           | Reti                               | Ammonizioni                        | Espulsioni                         | Presenze | Reti   | Ammonizioni | Espulsioni |
| --------------- | ---------- | ---------- | ----------- | ---------- | ----------------- | ----------------- | ----------------- | ----------------- | ------------- | ------------- | ------------- | ------------- | ---------------------------------- | ---------------------------------- | ---------------------------------- | ---------------------------------- | -------- | ------ | ----------- | ---------- |
| O. Addo         | 6          | 0          | 1           | 0          | 1                 | 2                 | 0                 | 0                 | 2             | 0             | 0             | 1             | 3                                  | 1                                  | 1                                  | 0                                  | 12       | 3      | 2           | 1          |
| M. Amoroso      | 4          | 4          | 1           | 0          | 0                 | 0                 | 0                 | 0                 | 3             | 2             | 0             | 0             | 2                                  | 2                                  | 0                                  | 0                                  | 9        | 8      | 1           | 0          |
| A. Bergdølmo    | 16         | 0          | 1           | 0          | 2                 | 0                 | 0                 | 0                 | 0             | 0             | 0             | 0             | 5                                  | 0                                  | 0                                  | 0                                  | 23       | 0      | 1           | 0          |
| M. Brzenska     | 5          | 0          | 0           | 1          | 0                 | 0                 | 0                 | 0                 | 0             | 0             | 0             | 0             | 0                                  | 0                                  | 0                                  | 0                                  | 5        | 0      | 0           | 1          |
| F. Conceição    | 14         | 1          | 2           | 0          | 0                 | 0                 | 0                 | 0                 | 0             | 0             | 0             | 0             | 2                                  | 0                                  | 0                                  | 0                                  | 16       | 1      | 2           | 0          |
| G. Demel        | 13         | 0          | 2           | 0          | 0                 | 0                 | 0                 | 0                 | 2             | 0             | 1             | 0             | 1                                  | 0                                  | 0                                  | 0                                  | 16       | 0      | 3           | 0          |
| D. Dedê         | 23         | 2          | 9           | 0          | 1                 | 0                 | 0                 | 0                 | 3             | 0             | 1             | 0             | 4                                  | 0                                  | 1                                  | 0                                  | 31       | 2      | 11          | 0          |
| E. Evanílson    | 10         | 0          | 2           | 0          | 0                 | 0                 | 0                 | 0                 | 1             | 0             | 0             | 0             | 0                                  | 0                                  | 0                                  | 0                                  | 11       | 0      | 2           | 0          |
| E. Ewerthon     | 31         | 16         | 3           | 0          | 2                 | 1                 | 0                 | 0                 | 0             | 0             | 0             | 0             | 6                                  | 2                                  | 0                                  | 0                                  | 39       | 19     | 3           | 0          |
| J. Fernández    | 10         | 0          | 1           | 0          | 2                 | 0                 | 1                 | 0                 | 0             | 0             | 0             | 0             | 4                                  | 0                                  | 1                                  | 0                                  | 16       | 0      | 3           | 0          |
| T. Frings       | 16         | 4          | 4           | 0          | 0                 | 0                 | 0                 | 0                 | 1             | 0             | 0             | 0             | 0                                  | 0                                  | 0                                  | 0                                  | 17       | 4      | 4           | 0          |
| S. Gambino      | 20         | 3          | 1           | 0          | 1                 | 0                 | 0                 | 0                 | 0             | 0             | 0             | 0             | 2                                  | 0                                  | 1                                  | 1                                  | 23       | 3      | 2           | 1          |
| H. Herrlich     | 0          | 0          | 0           | 0          | 0                 | 0                 | 0                 | 0                 | 0             | 0             | 0             | 0             | 0                                  | 0                                  | 0                                  | 0                                  | 0        | 0      | 0           | 0          |
| S. Hoffmann     | 0          | 0          | 0           | 0          | 0                 | 0                 | 0                 | 0                 | 0             | 0             | 0             | 0             | 0                                  | 0                                  | 0                                  | 0                                  | 0        | 0      | 0           | 0          |
| N. Jensen       | 27         | 1          | 4           | 0          | 2                 | 0                 | 0                 | 0                 | 1             | 0             | 0             | 0             | 4                                  | 0                                  | 0                                  | 0                                  | 34       | 1      | 4           | 0          |
| S. Kehl         | 23         | 1          | 4           | 1          | 1                 | 0                 | 0                 | 0                 | 3             | 0             | 0             | 1             | 6                                  | 0                                  | 1                                  | 0                                  | 33       | 1      | 5           | 2          |
| B. Knoche       | 0          | 0          | 0           | 0          | 0                 | 0                 | 0                 | 0                 | 0             | 0             | 0             | 0             | 0                                  | 0                                  | 0                                  | 0                                  | 0        | 0      | 0           | 0          |
| J. Koller       | 32         | 16         | 2           | 0          | 2                 | 1                 | 1                 | 0                 | 3             | 2             | 1             | 0             | 5                                  | 0                                  | 0                                  | 0                                  | 42       | 19     | 4           | 0          |
| L. Leandro      | 6          | 1          | 0           | 0          | 0                 | 0                 | 0                 | 0                 | 0             | 0             | 0             | 0             | 0                                  | 0                                  | 0                                  | 0                                  | 6        | 1      | 0           | 0          |
| J. Lehmann      | 0          | 0          | 0           | 0          | 0                 | 0                 | 0                 | 0                 | 2             | 0             | 0             | 1             | 0                                  | 0                                  | 0                                  | 0                                  | 2        | 0      | 0           | 1          |
| A. Madouni      | 13         | 1          | 2           | 0          | 0                 | 0                 | 0                 | 0                 | 3             | 0             | 0             | 0             | 3                                  | 0                                  | 0                                  | 0                                  | 19       | 1      | 2           | 0          |
| C. Metzelder    | 0          | 0          | 0           | 0          | 0                 | 0                 | 0                 | 0                 | 0             | 0             | 0             | 0             | 0                                  | 0                                  | 0                                  | 0                                  | 0        | 0      | 0           | 0          |
| M. Metzelder    | 9          | 0          | 0           | 0          | 1                 | 0                 | 0                 | 0                 | 0             | 0             | 1             | 0             | 1                                  | 0                                  | 0                                  | 0                                  | 11       | 0      | 1           | 0          |
| D. Odonkor      | 25         | 1          | 2           | 0          | 1                 | 0                 | 0                 | 0                 | 2             | 0             | 0             | 0             | 3                                  | 0                                  | 0                                  | 0                                  | 31       | 1      | 2           | 0          |
| G. Reina        | 9          | 1          | 1           | 0          | 2                 | 0                 | 0                 | 0                 | 2             | 0             | 0             | 0             | 2                                  | 0                                  | 0                                  | 0                                  | 15       | 1      | 1           | 0          |
| S. Reuter       | 31         | 0          | 6           | 0          | 2                 | 0                 | 0                 | 0                 | 3             | 0             | 0             | 0             | 6                                  | 0                                  | 1                                  | 0                                  | 42       | 0      | 7           | 0          |
| L. Ricken       | 23         | 2          | 5           | 0          | 2                 | 0                 | 1                 | 0                 | 2             | 0             | 0             | 0             | 5                                  | 2                                  | 0                                  | 0                                  | 32       | 4      | 6           | 0          |
| T. Rosický      | 19         | 2          | 3           | 1          | 1                 | 0                 | 0                 | 0                 | 3             | 1             | 0             | 0             | 4                                  | 0                                  | 0                                  | 0                                  | 27       | 3      | 3           | 1          |
| D. Sahin        | 0          | 0          | 0           | 0          | 0                 | 0                 | 0                 | 0                 | 0             | 0             | 0             | 0             | 0                                  | 0                                  | 0                                  | 0                                  | 0        | 0      | 0           | 0          |
| A. Sasy         | 0          | 0          | 0           | 0          | 0                 | 0                 | 0                 | 0                 | 0             | 0             | 0             | 0             | 0                                  | 0                                  | 0                                  | 0                                  | 0        | 0      | 0           | 0          |
| S. Senesie      | 11         | 0          | 0           | 0          | 1                 | 0                 | 0                 | 0                 | 0             | 0             | 0             | 0             | 2                                  | 1                                  | 0                                  | 0                                  | 14       | 1      | 0           | 0          |
| T. Thiago       | 0          | 0          | 0           | 0          | 0                 | 0                 | 0                 | 0                 | 0             | 0             | 0             | 0             | 0                                  | 0                                  | 0                                  | 0                                  | 0        | 0      | 0           | 0          |
| G. Warmuz       | 17         | 0          | 1           | 0          | 0                 | 0                 | 0                 | 0                 | 0             | 0             | 0             | 0             | 0                                  | 0                                  | 0                                  | 0                                  | 17       | 0      | 1           | 0          |
| R. Weidenfeller | 17         | 0          | 1           | 0          | 2                 | 0                 | 0                 | 0                 | 2             | 0             | 1             | 0             | 6                                  | 0                                  | 0                                  | 0                                  | 27       | 0      | 2           | 0          |
| C. Wörns        | 31         | 1          | 6           | 0          | 2                 | 0                 | 0                 | 0                 | 3             | 0             | 1             | 0             | 6                                  | 0                                  | 1                                  | 0                                  | 42       | 1      | 8           | 0          |